# Carl Heinrich Graun
Carl Heinrich Graun (Wahrenbrück [ma Uebigau-Wahrenbrück része], 1704. május 7. – Berlin, 1759. augusztus 8.) német barokk zeneszerző, korának jelentős és népszerű operaszerzője.

## Élete
1704-ben született Wahrenbrückben. Ének tudásával hamar kitűnt és bátyával, Johann Gottlieb Graunnal együtt a drezdai „Kreuzschule” növendéke lett. (Fivére szintén zeneszerző volt, de kevésbé tehetséges.) Graun Drezdában az éneklés mellett zeneszerzést, zenélést is tanult. Rendkívül szép hangja nagy hírnevet szerzett neki, Drezda városának tanácsa már 1713-tól alkalmazta, mint énekest. Közben a Lipcsei Egyetemen is folytatott tanulmányokat. Itt Johann Christoph Schmidt oktatta zeneszerzésre és hangszeres játékra.
15 éves korában már komponált. Ekkor készítette el a Grosse Passions-Cantate című darabot. 1723-ban Prágába utazott, ahol megismerkedett Johann Joseph Fux zenéjével és csellistaként közreműködött darabjai előadásában is. A következő évben befejezte tanulmányait. Hírnevének köszönhetően hamar kedvező állásajánlatot kapott és 1725-ben a braunschweigi opera tenor énekese lett. Itt lehetősége nyílt csiszolni ének technikáját, eleinte nem próbálkozott komponálással, csak saját énekes szerepeit igazította egy kicsit ki. Aztán kinevezték helyettes Kapellmeisterré. Ekkor már megpróbálkozott saját darabok komponálásával is és a következő években hat opera került ki a tolla alól a braunschweigi udvar számára.
Testvére 1732-ben I. Frigyes Vilmos porosz király szolgálatába lépett, hamarosan Carl Heinrich is meghívást kapott az udvartól. 1735-ben szerződött a porosz udvarhoz. Mivel I. Frigyes Vilmos nem nézte jó szemmel az udvari zenekar működését, a társulat annak haláláig lappangva működött, a későbbi II. Frigyes jóvoltából. Graun Franz Benda és Frigyes zenetanára lett, kamarazenét és kantátákat komponált.
1740-ben meghalt Frigyes Vilmos. II. Frigyes koronázás után az uralkodó azonnal Kapellmeisterré nevezi ki Graunt. Először I. Frigyes Vilmos emlékére kellett darabot írnia, de utána rögtön Itáliába küldte az uralkodó. II. Frigyes operatársulat alapítását tűzte ki célul és Graunt bízta meg énekesek toborzásával. A következő évben már vissza is tért az udvarba és megkomponálta Rodelinda című darabját, amit természetesen egyből be is mutattak. Ekkor azonban nyilvánvalóvá vált a társulat középszerű volta, ezért újabb válogatásra került sor.
Táncosok, énekesek, díszlet- és jelmeztervezők sorát hallgatták meg, mire 1742-ben megnyitotta kapuit a Königlisches Opernhaus (olykor Linden Opera néven is emlegetik). A bemutató előadáson természetesen Graun új operája hangzott el a Cleopatra et Cesare (cd felvétele hozzáférhető az érdeklődők számára). Az operaház irányítása Hasse és Graun feladata volt, az ő darabjaik tették ki a repertoár nagy részét. Graun 20 operát írt a társulat számára, de élete végén felhagyott a színpadi művek komponálásával. Érdeklődése ekkor az egyházi zene felé fordult.
1759. augusztus 8-án hunyt el Berlinben. Nagy Frigyes személyes tragédiának tekintette a mester halálát és mélyen meggyászolta. Az uralkodónak szembesülnie kellett vele, hogy nincs senki, aki méltó utódja tudna lenni Graunnak.

## Munkássága
Graun miután a porosz udvarba került, szinte minden művét II. Frigyessel együttműködve készítette, aki maga is írt önálló zenedarabokat és számos Graun opera szövegkönyvét is elkészítette. A porosz uralkodó gyakran javasolt változtatásokat az áriák stílusában és felépítésében, olykor egy-egy áriát is komponált. Frigyes figyelemmel követte a korabeli zene élet változásait, és eszerint javasolta a cavatina használatát a da capo ária helyett vagy ouverture formát a sinfonia szerkesztésű nyitányok helyett.
Graun művei még tipikusan kontratenorra írt barokk darabok, de az imént említett körülmények következtében a művek magukon viselik a Gluck operareformjához vezető újító kezdeményezések jegyeit. Nagyobb szerepet kap a kórus és a balett, megjelennek a darabokban az önálló zenei részek is.
Frigyes és Graun is a drámai igazság kifejezésére törekedett, ez jól megfigyelhető Montezuma című operájukban. A librettó francia nyelven készült és tudatos távolságtartás figyelhető meg benne az opera seria műfajától. Témáját az újkori történelemből meríti, a da capo áriák helyett két részes cavatinákat alkalmaznak benne. Graun törekedett a szereplők markánsabb zenei jellemzésére is.
Egyházzenei művei közül kiemelkedő De Tod Jesu című oratóriuma. A librettó magán viseli a pietizmus jegyeit, a hangvétele lírai-érzelmes, a korál szerkezete struktúra alkotó a darabban. A 19. században a darab német nyelvterületen a leghíresebb passiózene volt, csak Bach Máté-passió-jának újra felfedezése szorította lassan ki. Ezenkívül említésre méltó még Te Deum-ja is, amely szép példája a változatos harmóniának.
Graun írt hangszeres zenedarabokat is. Fuvolaversenyei II. Frigyes számára készültek, aki kiváló fuvolaművész volt és elő is adta a műveket. Ezenkívül ismertek még csembalóversenyei, concertói, szonátái is, de ezeknek a daraboknak a színvonala messze elmarad operáinak és egyházzenei műveinek színvonalától. Ez az egyetlen terület, ahol fivére a nagy mester fölé tudott nőni.

## Művei
Operák:
- Polydorus 1726-28
- Iphigenia in Aulis 1728
- Scipio Africanus 1732
- Lo specchio della fedeltà 1733
- Pharao Tubaetes 1735
- Rodelinda, regina de' langobardi 1741
- Cleopatra e Cesare 1742
- Artaserse 1743
- Catone in Utica 1743
- Alessandro e Poro 1744
- Lucio Papirio 1744
- Adriano in Siria 1746
- Demofoonte 1746
- Cajo Fabricio 1746
- Le feste galanti 1747
- Cinna 1748
- L'Europa galante 1748
- Ifigenia in Aulide 1748
- Angelica e Medoro 1749
- Coriolano 1749
- Fetonte 1750
- Il Mithridate 1751
- L’Armida 1751
- Britannico 1751
- L'Orfeo 1752
- Il giudizio di Paride 1752
- Silla 1753
- Semiramide 1754
- Montezuma 1755
- Ezio 1755
- I fratelli nemici 1756
- La Merope 1756

### Egyéb darabok
- Te Deum
- Der Tod Jesu (1755)
- Oratorium in Festum Nativitatis Christi
- Osteroratorium
- Hat itáliai kantáta
- Versenyművek fuvolára, csembalóra, kürtre
- Sinfoniák